# 2005년 런던 영화 비평가 협회상
제26회 런던 영화 비평가 협회상은 2006년 2월 8일에 열린 시상식이다.

## 수상 및 후보

### 작품상
- 브로크백 마운틴 - 이안 수상
- 콘스탄트 가드너 - 페르난도 메이렐레스

### 외국어영화상
- 몰락 - 히틀러와 제3제국의 종말 - 올리버 히르비겔 수상

### 감독상
- 브로크백 마운틴 - 이안 수상
- 콘스탄트 가드너 - 페르난도 메이렐레스

### 작가상
- 크래쉬 - 폴 해기스 외 1인 수상
- 브로크백 마운틴 - 래리 맥머티 외 1인
- 콘스탄트 가드너 - 제프리 케인
- 키스 키스 뱅뱅 - 셰인 블랙

### 여우주연상
- 킹콩 - 나오미 왓츠 수상
- 킨제이 보고서 - 로라 리니

### 남우주연상
- 몰락 - 히틀러와 제3제국의 종말 - 브루노 간츠 수상
- 브로크백 마운틴 - 히스 레저

### 영국감독상
- 오만과 편견 - 조 라이트 수상

### 영국여우주연상
- 콘스탄트 가드너 - 레이첼 와이즈 수상
- 키핑 멈 - 크리스틴 스콧 토마스
- 오만과 편견 - 키이라 나이틀리
- 세퍼레이트 라이즈 - 에밀리 왓슨

### 영국남우주연상
- 콘스탄트 가드너 - 랄프 파인즈 수상
- 세퍼레이트 라이즈 - 톰 윌킨슨

### 영국작가상
- 콘스탄트 가드너 - 사이몬 채닝-윌리엄스 수상

### 영국남우조연상
- 오만과 편견 - 톰 홀랜더 수상
- 나니아 연대기 - 사자, 마녀 그리고 옷장 - 제임스 맥어보이

### 영국여우조연상
- 크래쉬 - 탠디 뉴튼 수상
- 나니아 연대기 - 사자, 마녀 그리고 옷장 - 틸다 스윈튼
- 오만과 편견 - 브렌다 블레신
- 오만과 편견 - 로자먼드 파이크

### 영국신인상
- 미세스 헨더슨 프리젠츠 - 켈리 라일리 수상
- 오만과 편견 - 매튜 맥퍼딘
- 오만과 편견 - 조 라이트

### 애튼보로우 상
- 콘스탄트 가드너 - 페르난도 메이렐레스 수상
- 오만과 편견 - 조 라이트

### 딜리스 파웰상
- 브라이언 포브스 수상